# Пасічник Віктор Вікторович
Віктор Вікторович Пасічник (нар. 2 грудня 1992, Кременець, Україна) — український лижний двоборець.

## Кар'єра
На дорослому рівні почав змагатися з сезону 2012-13. 9 лютого 2013 року, на своїх перших змаганнях у Алмати, Казахстан став 36-им. Наступного дня він став 34-им. Пасічник дебютував на чемпіонатах світу, на турнірі, що проходив у 2013 році в італійському Валь-ді-Ф'ємме, з 35-го місця у стрибках з великого трампіліна, та 40-го на нормальному трампліні. Разом з командою спортсмен став 14-им. Цей сезон спортсмен закінчив без набраних очок в Кубку світу. У кінці 2013 року на етапі Кубка світу, що проходив у Ліллегаммері, Пасічник посів 25-те місце та набрав свої перші залікові очки. Свій найкращий результат у кар'єрі спортсмен показав на початку 2014 року. На змаганнях у Чайковському двоборець став 19-им.
Пасічник кваліфікувався на Олімпійські ігри 2014 року в Сочі. В стрибках з нормального трампліна спортсмен став 27-ий, але 42-ге місце в лижній гонці залишило його на остаточному 42-му місці. В стрибках з великого трампліна Віктор виконав не погану спробу та зайняв проміжне 20-те місце. Через не вдалий лижний хід спортсмен опустився на остаточне 30-те місце.
Двоборець показував на погані результати на Універсіадах. Так у 2015 році він став 4-им у стрибках з нормального трампліна, а у 2017 році 5-им у командних змаганнях. У сезоні 2017-18 українець брав участь у п'яти особистих гонках та одній командній, але залікових очок не заробив.
Вдруге взяв участь в Олімпійських іграх у 2018 році, що відбулися Пхьончхан, Південна Корея.

## Виступи на Олімпійських іграх
| Рік  | Місце проведення          | НТ | ВТ |
| ---- | ------------------------- | -- | -- |
| 2014 | Сочі, Росія               | 42 | 30 |
| 2018 | Пхьончхан, Південна Корея | 30 | 23 |

## Виступи на чемпіонатах світу
| Рік  | Місце проведення       | НТ | ВТ | КТ   |
| ---- | ---------------------- | -- | -- | ---- |
| 2013 | Валь-ді-Ф'ємме, Італія | 40 | 35 | 14   |
| 2015 | Фалун, Швеція          | 44 | 40 | 12   |
| 2017 | Лахті, Фінляндія       | 39 | 30 | Коло |

## Кубок світу з лижного двоборства
| Сезон   | Місце |
| ------- | ----- |
| 2013–14 | 60    |